# Capitalismo de vigilância
Capitalismo de vigilância é um termo usado e popularizado pela acadêmica Shoshana Zuboff que denota um novo gênero de capitalismo que monetiza dados adquiridos por vigilância..
De acordo com ela, surgiu devido ao “acoplamento de vastos poderes digitais e a radical indiferença e narcisismo intrínseco do capitalismo financeiro e sua visão neoliberal que dominou o comércio pelas últimas tres decadas, especialmente em economias”  e a dependência da arquitetura global de mediação computadorizada que produz e a distribui na amplamente incontestada nova expressão de poder que ela chama de ‘Big Other’.
Ela afirma que foi descoberto e consolidado pela Google, sendo o capitalismo de vigilância o que a Ford e General Motors foram para a produção em massa e capitalismo gerencial um século atrás, e depois foi adotado pelo Facebook e outros, usando mecanismos ilegítimos de extração, mercantilização e controle de comportamento para produzir novos mercados de predição de comportamento e modificação.
Zuboff afirma que “o mundo online, que era gentil com o nosso mundo é agora onde o capitalismo está desenvolvendo novos meios” pela extração de dados em vez da produção de novos bens, portanto gerando intensas concentrações de poder que ameaçam núcleos de valores como a liberdade. e privacidade.

## Antecedentes
Shoshana afirma que a pressão econômica do capitalismo, a intensificação da conexão e  o monitoramento online cria espaços em que a vida social fica cada vez mais passível de saturação por atores corporativos, motivados a obtenção de lucro e/ou a regulamentação do comportamento. Turow A autora diz que “a centralidade do poder corporativo é uma realidade direta do coração da era digital”. O capitalismo ficou focado em explicar a proporção da vida social que se expõem na coleta e processamento de dados.Podem haver implicações significantes para a vulnerabilidade e controle da sociedade e da privacidade. Contudo, o aumento do coleta de dados de dados pode haver algumas vantagens para o indivíduo e a sociedade como a auto-otimização (Quantified Self), [6] otimizações sociais (como pela cidades inteligentes) e serviços novos ou otimizados (como os vários aplicativos da Google). No entanto, a coleta e o processamento de dados no contexto do núcleo capitalista, motivado apenas pela produção de lucro, podem representar um perigo inerente.
Zuboff compara a produção em massa do capitalismo industrial e o capitalismo de vigilância, com a antiga forma de se tornar independente e com a população (que antes eram consumidores e empregados) e acabou se aproveitando das populações dependentes (que não são consumidores nem empregados e são amplamente ignorantes quanto aos processos de seus exploradores).
Ela nota que o capitalismo de vigilância atingiu além do terreno convencional das empresas privadas e o acúmulo não somente a vigilância ativa e capital, mas também direitos e operação sem mecanismos significantes de permissão. Vigilância é a estrutura de modificação poderosa na economia da informação.[8] Isso pode apresentar um poder futuro poder de mudança além da estado-nação que se torna uma corporatocracia.
Oliver Stone, criador do filme Snowden apontou que o jogo baseado em localização Pokémon Go é ‘o último sinal de imersão do capitalismo de vigilância’.
Em 2014 Vincent Mosco fez referência para o marketing da informação sobre os clientes e inscritos para advertir o capitalismo de vigilância e toma nota do do estado de vigilância que o acompanha. Christian Fuchs encontra que o estado de vigilância funde com o capitalismo de vigilância.  Similarmente Zuboff informa que o problema é bem mais complicado pelo altamente invisível arranjos colaborativos que o mecanismo do estado segurança. De acordo com a companhia Trebor Scholz que recrutam pessoas como informantes para esse tipo de capitalismo.

## Principais características
Zuboff identifica quatro características principais na lógica de capitalismo de vigilância e especifica seguindo as quatro características identificadas pelo chefe de economia do Google, Hal Varian:
1. A direção através de mais e mais extração de dados e analise.
2. O desenvolvimento de novas formas contratuais usando monitoramento computacional e automação
3. O desejo de personalizar e customizar os serviços oferecidos para os usuários de plataformas digitais
4. O uso de infraestrutura tecnológica para executar experimentos futuros em seus usuários e consumidores.

## Contra medidas e soluções
Um grande número de organizações tem lutado pelo discurso livre e direitos de privacidade no novo capitalismo de vigilância   e vários governos nacionais têm promulgado leis. E também é concebível que novas capacidades do usos para vigilância em massa que requer mudanças estruturais para prever mal uso por esse novo sistema.
Zuboff compara exigindo privacidade dos capitalistas de segurança ou pressionando para um fim do comércio de vigilância na internet pedindo a  Henry Ford fazer um modelo T a mão e afirmando que tais demandas são ameaças essenciais que violam os mecanismos básicos de sobrevivência individual.
Zuboff alerta que os princípios de autodeterminação  podem ser confiscados devido a “ignorância, desamparado, desatenção, inconveniência, hábito, ou deriva” e afirma que “nós tendemos a contar com modelos mentais, vocabulários e ferramentas destiladas de catástrofes passadas”, referindo ao pesadelo do totalitarismo do século XX  ou as predações monopolizadas da Era dourada do capitalismo com contra medidas que têm sido desenvolvidas para ir de encontro com aqueles que ameaçam não serem suficientes ou até apropriadas para as novas mudanças.
Ela também coloca a questão: “Será que seremos mestres da informação ou seremos escravos?” e também afirma “se o futuro digital é a nossa casa, então seremos nós que  devemos doma-lo”.